# Длинноухий шипохвост
Длинноухий шипохвост (Idiurus macrotis) — один из двух видов малых шипохвостов. Обитает в экваториальных тропических лесах в нескольких отдельных изолированных друг от друга районах Африки к югу от Сахары.

## Описание
Длина тела длинноухого шипохвоста составляет от 7,3 до 10,5 сантиметров, кроме того, имеется хвост длиной от 11,0 до 18,6 сантиметров. Вес около 26 граммов, длина стопы от 19 до 22 миллиметров, длина ушных раковин от 17 до 18 миллиметров. Хотя длинноухий шипохвост больше, чем родственный ему шипохвост Ценкера (Idiurus zenkeri), он все же значительно меньше, чем все остальные представители семейства Anomaluridae. Цвет меха на спине от серой сепии до мышино-серого, волосы у основания темно-шоколадно-коричневые. По всей поверхности спины выступают из шерсти отдельные более длинные волосы. Брюшина немного бледнее, иногда с розовым оттенком, а волосы у основания черно-серые. Летательная перепонка вдоль тела безволосая, но у внешнего края покрыта короткими тёмными волосами. Уши относительно большие и коричневые, по большей части голые. Вибриссы очень длинные и черные.
Передние и задние конечности короткие, лодыжки и суставы покрыты тонкими пучками волос, а на пальцах ног есть гребешки из волос. Хвост тонкий, очень длинный и примерно в полтора раза длиннее тела. В стороны от него идут длинные темные волосы, делающие его отдалённо похожим на перо. На нижней стороне хвоста есть два ряда очень коротких щетиноподобных волосков и небольшие роговые чешуйки, которые расположены горизонтальными рядами из трех или более чешуек у основания хвоста.
Общая длина черепа в среднем 26,1 миллиметра (от 25 до 27 миллиметров) и среднюю ширину 14,8 миллиметра (от 13,6 до 16,1 миллиметра). У самок две пары сосков.

## Распространение и места обитания
Длинноухий шипохвост обитает в экваториальных тропических лесах в нескольких отдельных изолированных друг от друга районах Африки к югу от Сахары. Ареал охватывает в Западной Африке Либерию, Кот-д'Ивуар, Гану и юго-восток Нигерии, а в центральной Африке — юг Камеруна, Экваториальную Гвинею, северо-запад Габона и северо-запад Демократической Республики Конго. В историческое время этот вид был также обитал к югу от озера Виктория в Танзании.

## Образ жизни
Длинноухий шипохвост ведёт ночной и почти исключительно древесный образ жизни, он также очень хорошо планирует дерева на дерево. Животные проводят день в дуплах деревьев. Они весьма социальны, поэтому в дуплах собираются группами. В 1940 году в Камеруне было описано до 100 шипохвостов (двух видов) в одном дупле, в Габоне находили отдельные пары, но также были обнаружены группы до 40 особей в общем убежище. В группах они скучиваются, как летучие мыши, и в общем убежище могут быть сожители шипохвостов, африканские сони, такие как Graphiurus nagtglasii, или летучие мыши, такие как Hipposideros cyclops или складчатогубые летучие мыши. Шипохвосты покидают дупло ранним вечером и остаются активными до утра, оставаясь уединенными во время поиска пищи. Животные питаются в основном различными фруктами, а также грызут кору и источники смолы. В одном случае самец длинноухого шипохвоста, оснащенный радиопередатчиком, преодолел около 780 метров за одну ночь, а индивидуальный участок за 48 часов составил около трех гектаров.
О размножении известно очень мало. В Демократической Республике Конго у пяти беременных самок было обнаружено по одному эмбриону. Беременных животных регистрировали с июня по август, а в Камеруне самки с детенышами были отмечены в июне.

## Систематика
Длинноухий шипохвост — вид рода Idiurus, который состоит из двух видов и, кроме того, он также включает шипохвоста Ценкера (Idiurus zenkeri). Первое научное описание принадлежит зоологу Герриту Смиту Миллеру. Оно было опубликовано в 1898 году. Типовые экземпляры происходили из Эфулена в Камеруне.
Помимо номинативной формы, внутри вида в настоящее время подвиды не выделяют. Три формы Idiurus cansdalei Hayman, 1946, Idiurus langi J. A. Allen, 1922 и Idiurus panga J. A. Allen, были повторно изучены в 1922 г.. В то время Idiurus cansdalei классифицирован как подвид, а Idiurus langi и Idiurus panga считали отдельными видами.

## Статус, угрозы и охрана
Длинноухий шипохвост занесен в список Международного союза охраны природы и природных ресурсов (МСОП) как вызывающий наименьшее беспокойство. Это оправдано сравнительно большим ареалом, который, вероятно, еще больше, чем известный. Популяции и численность популяций неизвестны, но никаких угроз существованию этого вида не предполагается. В некоторых случаях вырубка лесов может представлять региональную угрозу для отдельных популяций этого вида.